# 大灶火河

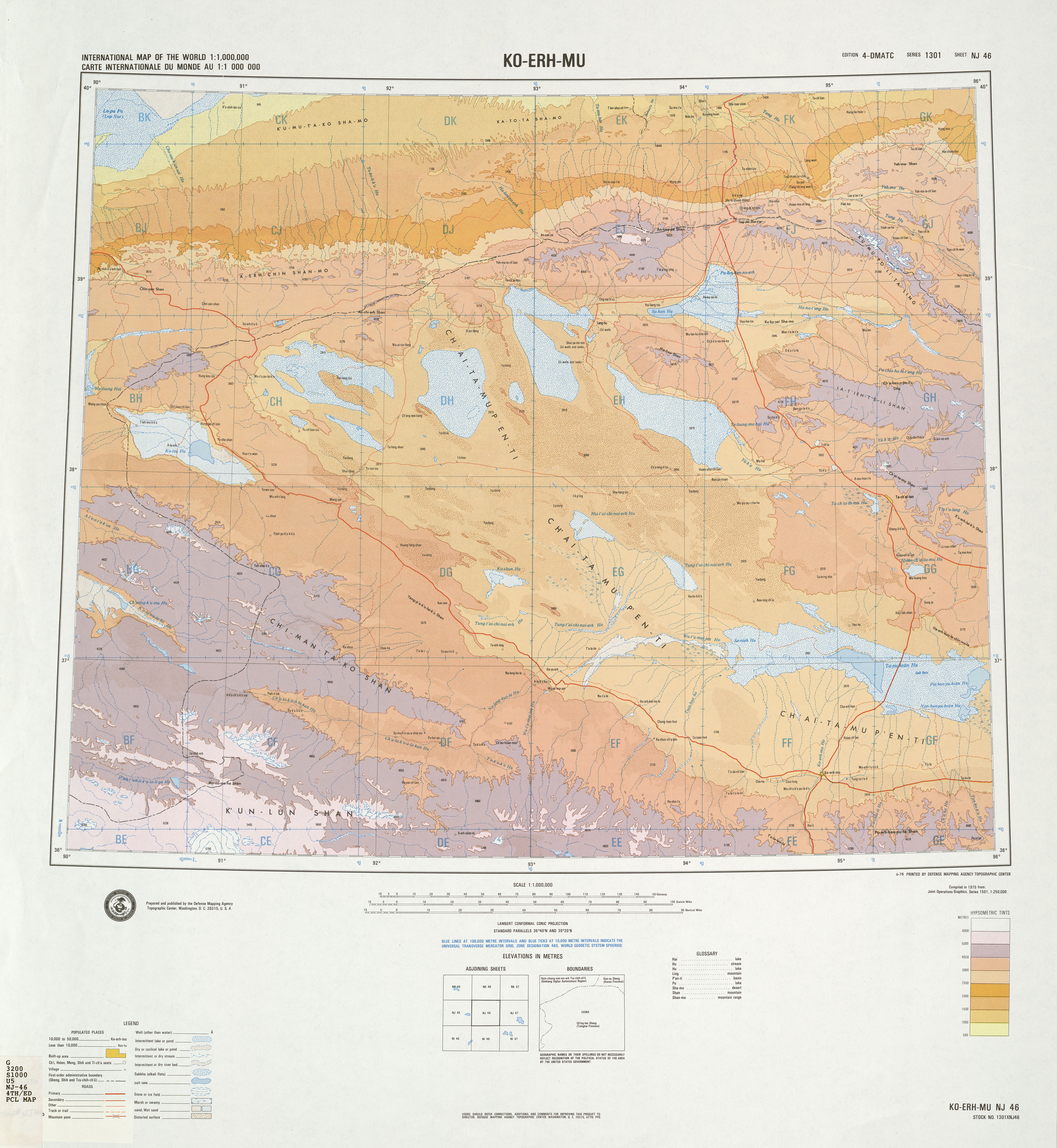
青海省西北部地形图，大灶火河位于编号EF和FF区域内，标注为Tsao huo Ho

大灶火河，也称灶火河，是位于中华人民共和国青海省海西蒙古族藏族自治州格尔木市境内的一条内陆河流，发源于昆仑山脉沙松乌拉山北坡，蜿蜒西北流约38千米后转东北流，格芒公路（格尔木至茫崖）以南约5千米处，分东西两股向北流去（东股季节性有水），在大灶火村北10多千米处又合为一股，向东北流约40千米，注入涩聂湖南侧一个小咸水湖。河长约120千米，流域面积3800多平方千米，河道平均比降17.68‰，年均径流量0.41亿立方米。